# Lidö

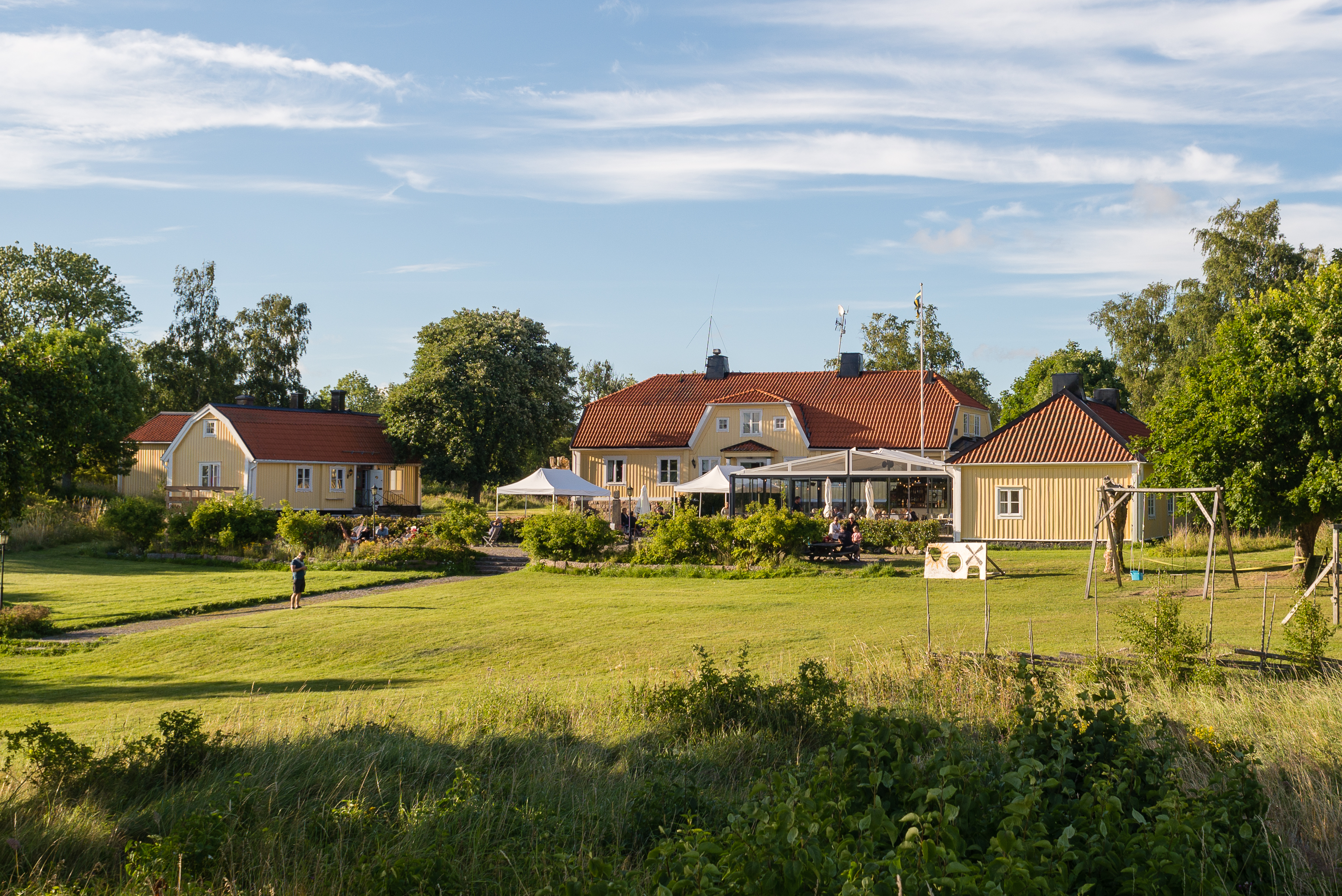
Lidö herrgård i juli 2020.

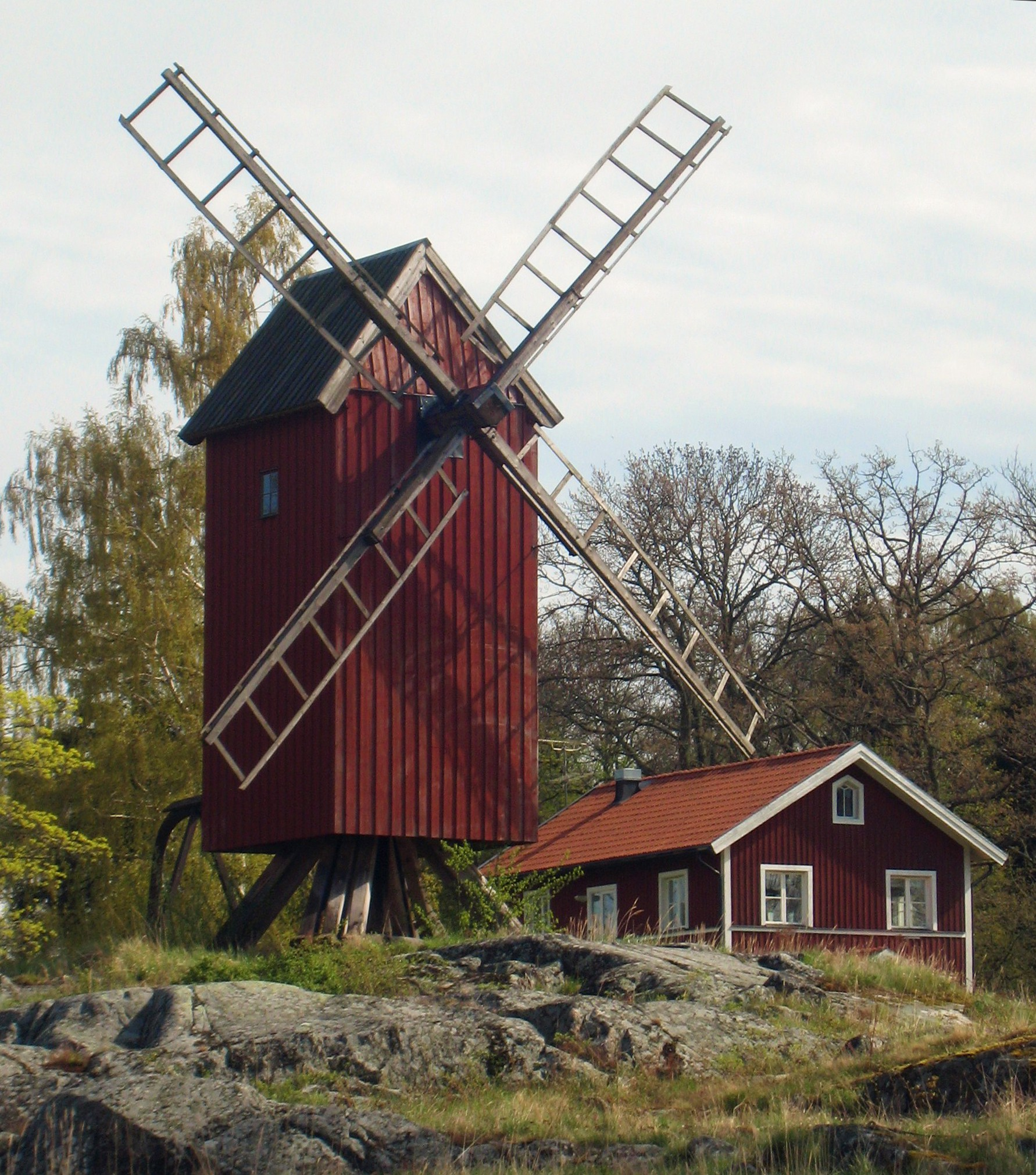
Lidö kvarn

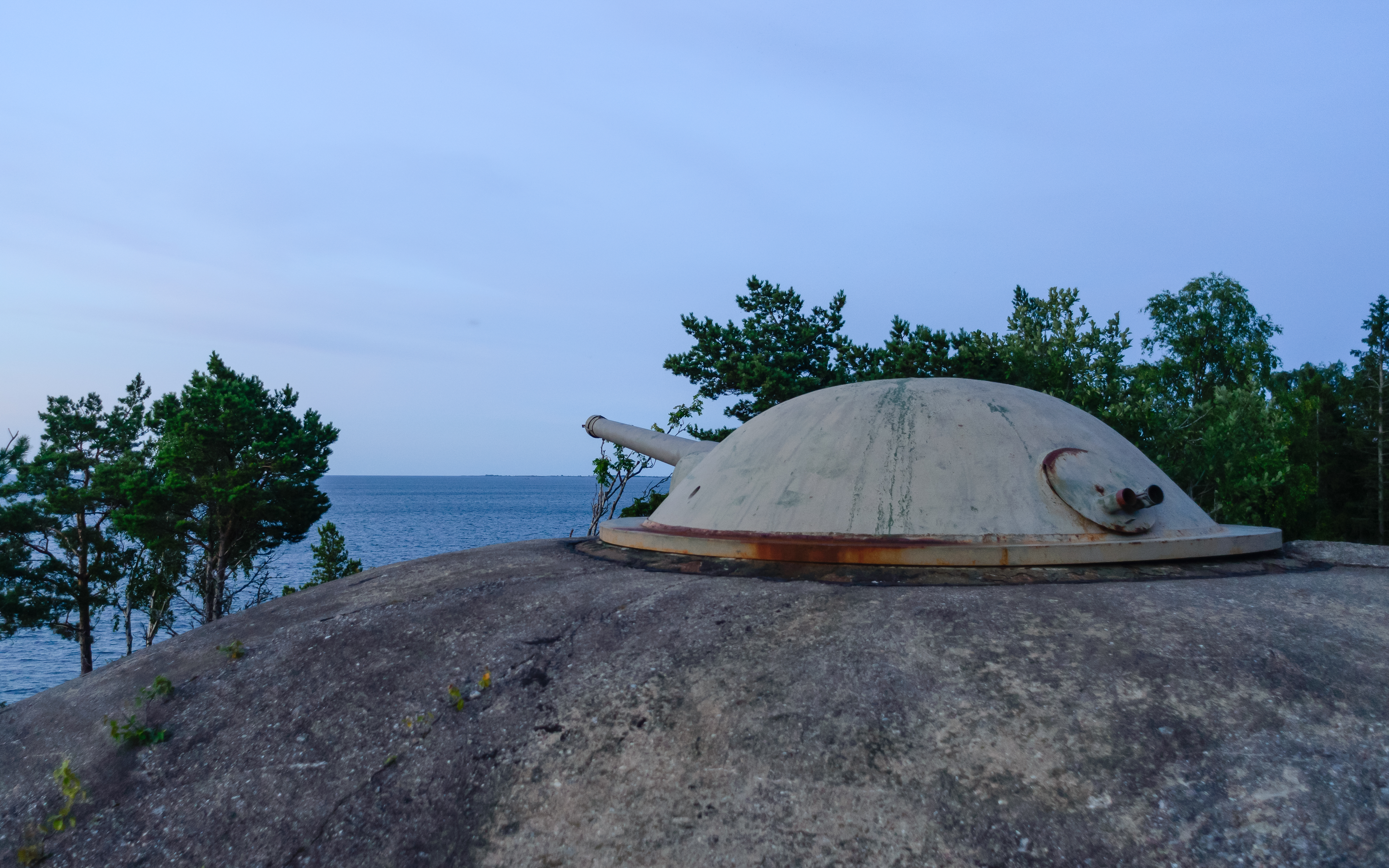
Den enda kvarvarande kustartillerikanonen på Lidö. En av fyra kanoner som flyttades från Byviksfortet till Lidö i samband med att yttre Havsbandslinjen anlades.

Lidö är en ö i norra Stockholms norra skärgård, i Norrtälje kommun. Här finns det restaurang, värdshus, hamncafé, badtunnor och bastu. Från Strömkajen i Stockholm kommer man med Blidösundsbolaget från Räfsnäs brygga med Refsnes Sjötransport. Sedan år 2000 är hela Lidö ett naturreservat.

## Historia
Lidö herrgård har anor från medeltiden. Den nuvarande huvudbyggnaden uppfördes 1769.
Från 1937-1945 fanns här Sveriges största minkfarm med som mest 60 anställda. Den lades ner 1945 då Stockholms stad förvärvade Lidö och gjorde ön till ett sommarhem för husmödrar. Under en tid använde Stockholms stad även Lidö för narkomanvård. Större delen av Lidö ägs sedan 1998 av Skärgårdsstiftelsen som sedan 2002 utarrenderat verksamheterna på ön till olika företagare. År 2000 bildades Lidö naturreservat som omfattar hela ön och stora vattenområden runt ön. Från 2011 drivs Lidö Värdshus av Hugo Olofsson och Olle Tejle.
På norra delen av Lidö hade försvaret tidigare militära anläggningar.
Till skärgårdsstiftelsen ägor på Lidö hör även de mindre öarna omkring; Västerholmen, Gyltan, Skabbö och Örskär.

## Lidö kvarn
Väderkvarnen på Kvarnudden söder om gården härrör troligen från början av 1800-talet. Det rör sig om en äldre stubbkvarn som utmärks av att hela kvarnhuset vrids kring en "stubbe" eller "stolpe". På en stock finns texten:"Bygd år 1819". En väderkvarn av liknande typ fanns redan på 1600-talets slut vid Lidö herrgård, som framgår av Erik Dahlberghs illustration i Suecia-verket från 1670-talet. I nuvarande kvarn, som är renoverad ligger en vindflöjel med inskription LIS och årtal 1758. Det tyder på att det har funnits minst tre kvarnar på denna plats.

## Natur
På Lidö finns flera naturtyper: hällmarkskogen på öns nordöstra del, strandängen vid Norrsundet, tät granskog, lundar av ädellövskog vid herrgården samt betesängar på västra ön. Ön ingår i Lidö naturreservat.